# Bindenfregattvogel

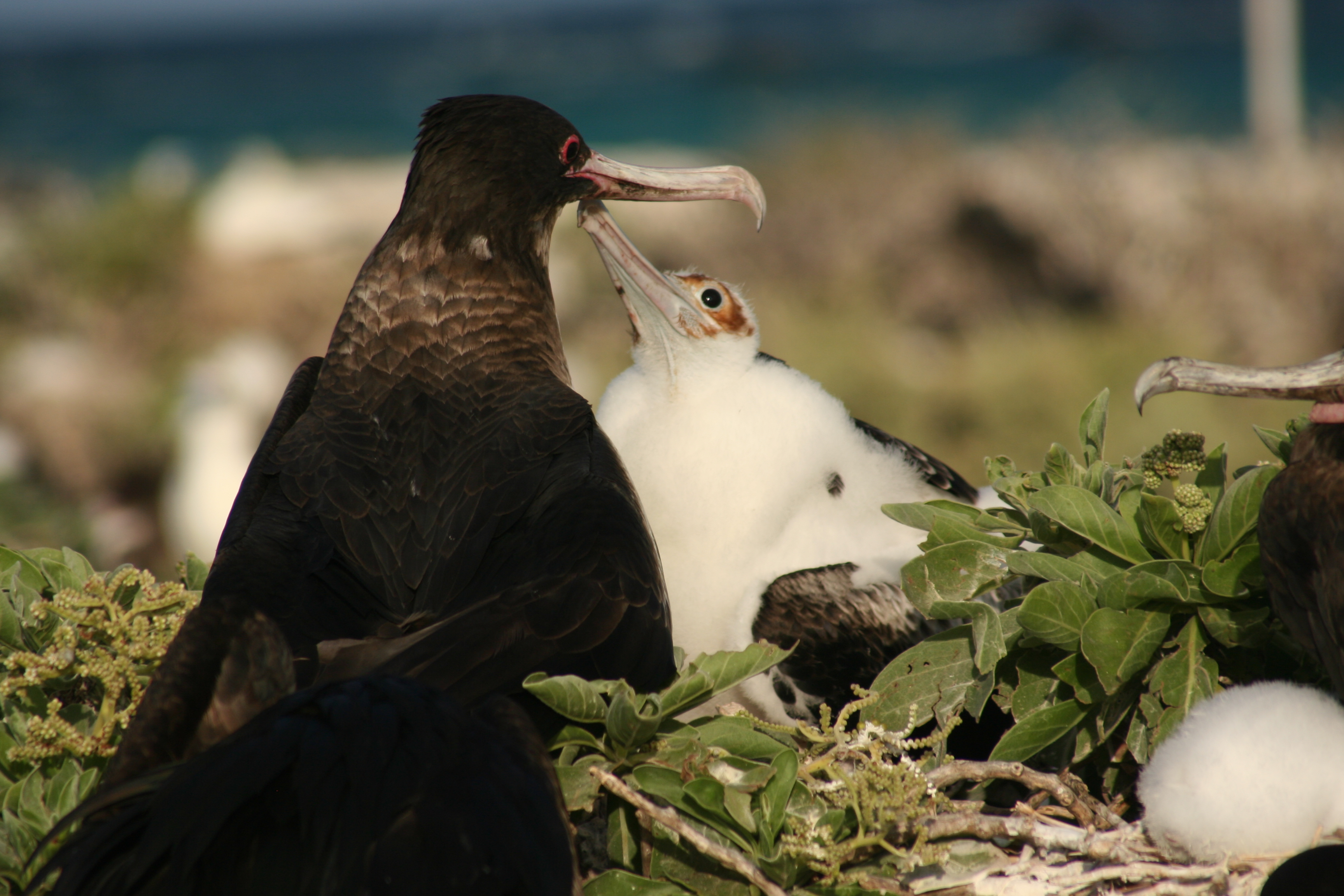
Bindenfregattvogel mit bettelndem Nestling

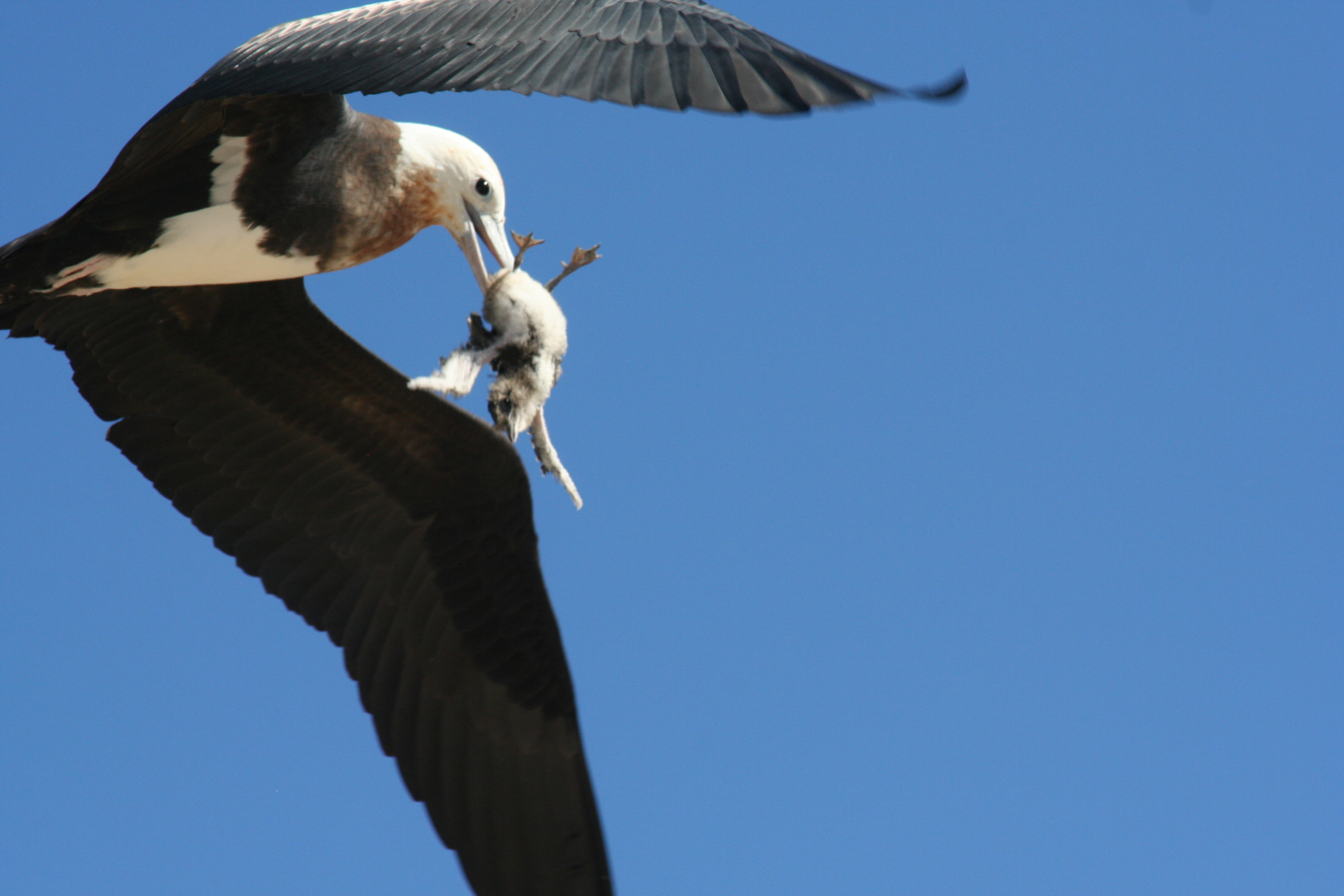
Noch nicht ausgefärbter Jungvogel, der das Küken einer Rußseeschwalbe erbeutet hat

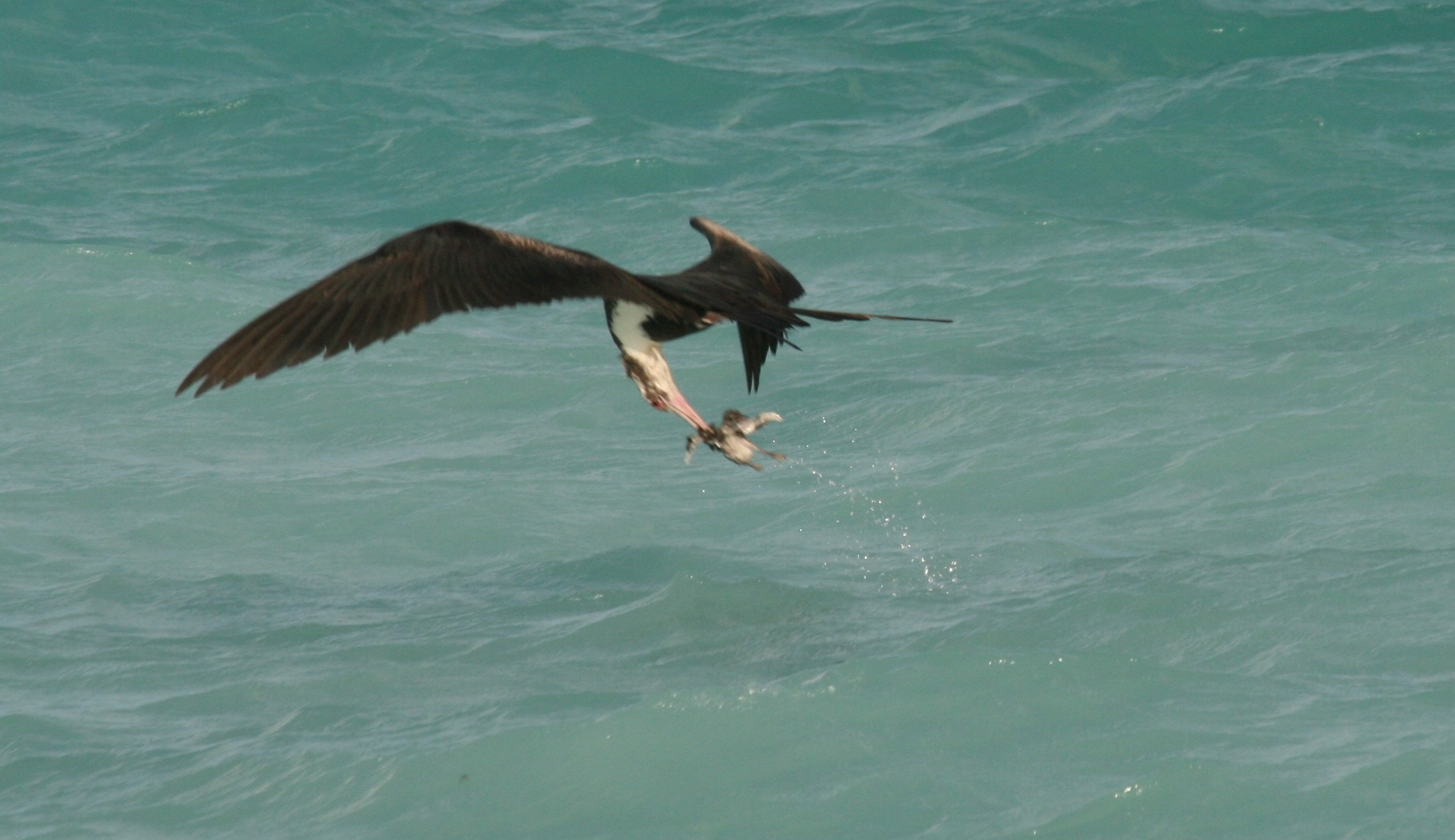
Bindenfregattvogel ergreift ein Küken einer Rußseeschwalbe von der Wasseroberfläche, das ein anderer Fregattvogel fallen ließ

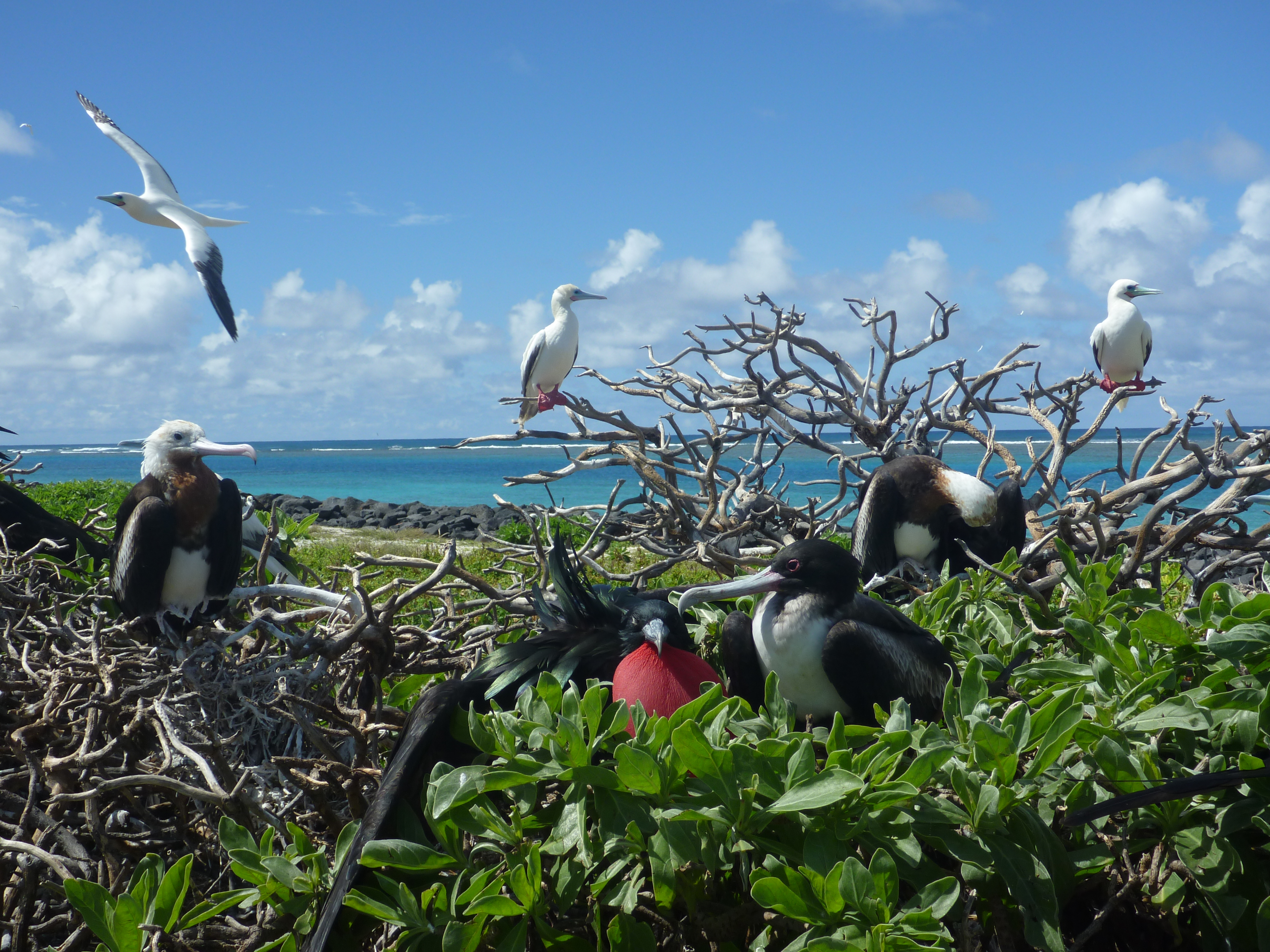
Brutkolonie von Bindenfregattvögeln und Rotfußtölpeln

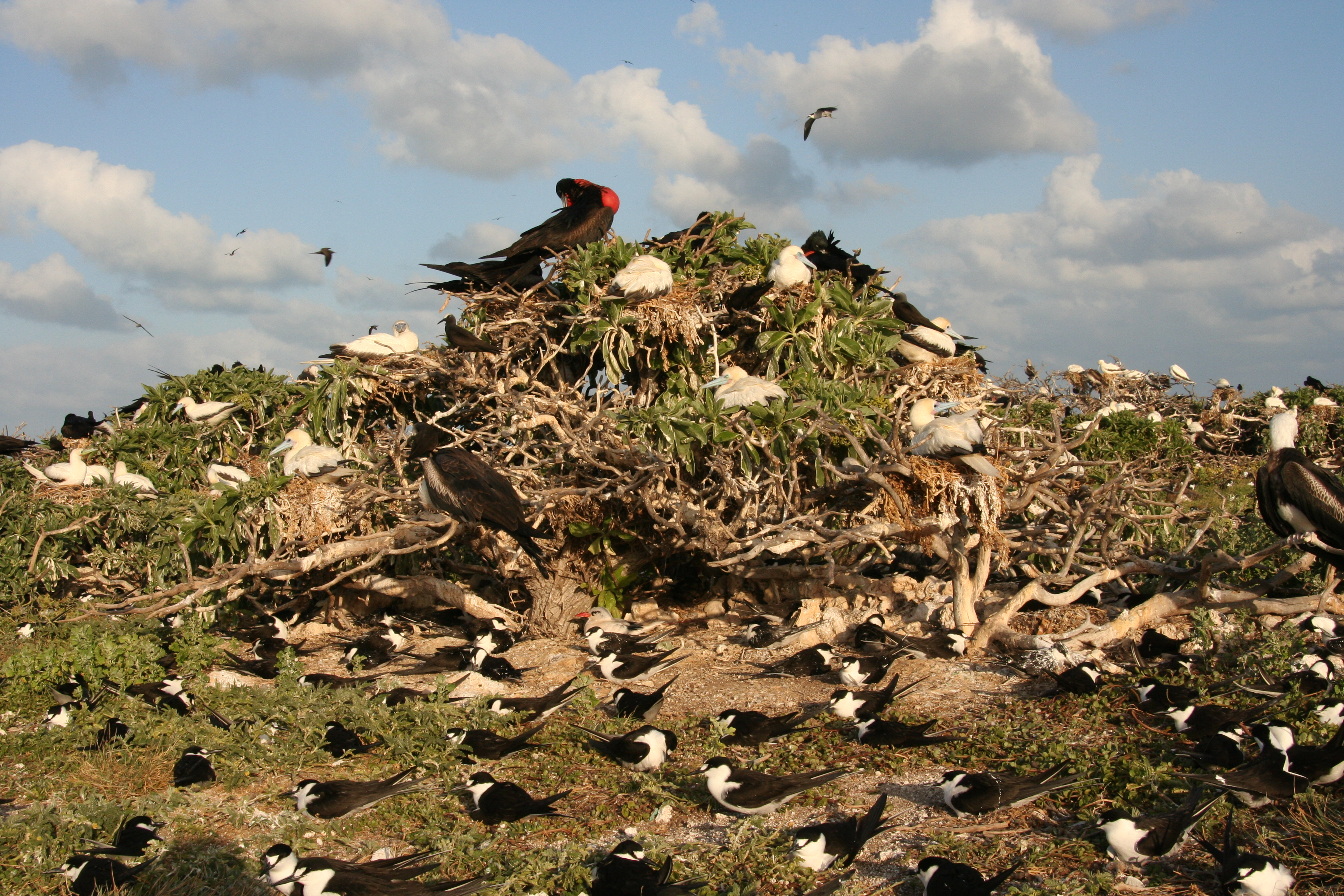
Brutkolonie, in der unter anderem Rotfußtölpel, Rußseeschwalben und Bindenfregattvögel brüten

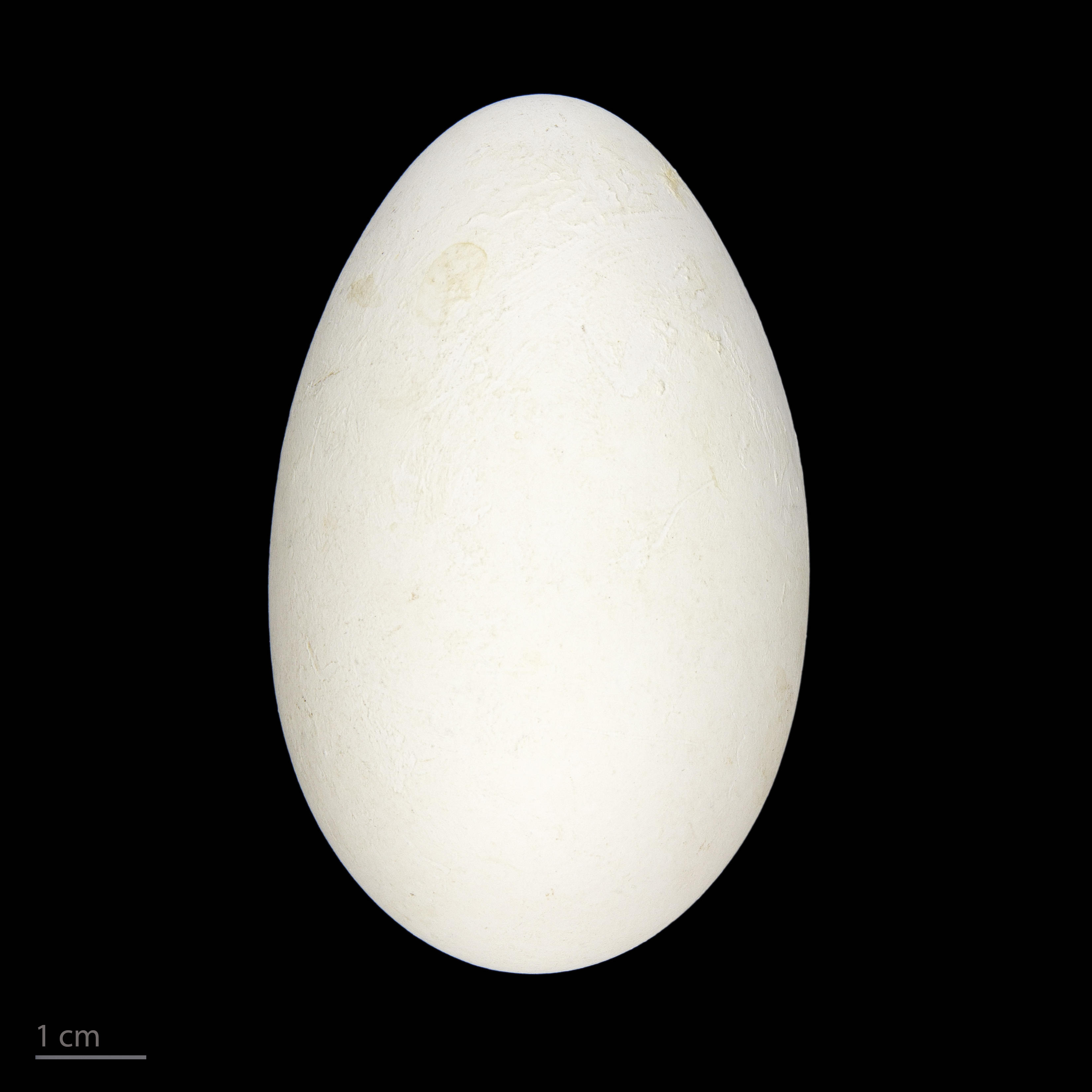
Ei von Fregata minor

Der Bindenfregattvogel (Fregata minor) ist ein großer Vogel aus der Familie der Fregattvögel (Fregatidae). Es handelt sich um sehr große, schwarze oder schwarzweiße Seevögel, die in ihrer Körpergröße die meisten anderen Seevögel übertreffen, die in tropischen Gewässern vorkommen. Lediglich der seltene Weißbauch-Fregattvogel ist noch größer.
Die IUCN stuft den Bindenfregattvogel als nicht gefährdet (least concern) ein.

## Erscheinungsbild
Der Bindenfregattvogel erreicht eine Körperlänge von 86 bis 100 cm und eine Flügelspannweite von bis zu 229 cm. Bindenfregattvögel wiegen zwischen einem und zwei Kilogramm. Es besteht ein Sexualdimorphismus, so dass die Geschlechter auch bei Feldbeobachtungen unterschieden werden können.
Das ausgewachsene Männchen ist an der Oberseite überwiegend schwarz mit grünlichem Schimmer gefärbt und hat ein braunes Band quer über die mittleren Flügeldecken. An der Unterseite ist das Gefieder bräunlich-schwarz. Auffallend ist der leuchtend-rote Kehlsack, den er unter dem langen, schlanken Schnabel trägt. Dieser Kehlsack ist etwas Außergewöhnliches: Seine Farbe kommt zu 85 Prozent von dem Farbstoff Astaxanthin, ein Carotinoid, das nirgends sonst in der Vogelwelt so hoch konzentriert auftritt.
Beim Weibchen ist die Oberseite ähnlich gefärbt. Sie hat außerdem einen braunen Halsring auf dem Halsrücken. An der Kehle und am Vorderhals ist das Gefieder gräulich und der Unterhals, Brust und die Seiten sind weiß.
Der Bindenfregattvogel kann nur mit dem seltenen Weißbauch-Fregattvogel und dem Arielfregattvogel verwechselt werden. Der Arielfregattvogel ist in allen Gefiedern heller als der Bindenfregattvogel, er ist außerdem kleiner. Der Weißbauch-Fregattvogel ist geringfügig größer als der Bindenfregattvogel, er unterscheidet sich von ihm durch den weißen Fleck auf dem Bauch. Der Bindenfregattvogel ist auf der Körperunterseite dagegen vollständig schwarz.

## Verbreitungsgebiet
Bindenfregattvögel sind im tropischen Pazifik weit verbreitet. Sie sind gewöhnlich an solchen Stellen zu finden, an denen die Oberflächentemperatur des Wassers mehr als 22 Grad Celsius beträgt. Bindenfregattvögel kommen unter anderem auf den Galápagos-Inseln vor und brüten im Südatlantik auf Trindade und Martim Vaz. An der Nordküste Australiens werden sie regelmäßig beobachtet, in Neuseeland und der Südküste Australiens kommen gelegentlich Irrgäste vor. In der Inselrepublik Nauru werden sie als Nationaltier verehrt.
Generell nutzen sie als Brutplatz Inseln im tropischen Pazifik, die mit Bäumen und Büschen bestanden sind.

## Ernährung
Der Bindenfregattvogel frisst überwiegend fliegende Fische sowie Kopffüßer. Seine Nahrung fängt er während des Fluges. Fliegende Fische werden im Flug gefangen, ebenso Kalmare der Familie Ommastrephidae, die auch als „Fliegende Kalmare“ bezeichnet werden. Ansonsten suchen Bindenfregattvögel nach Fischen oder Kopffüßern, die so oberflächennah schwimmen, dass der Bindenfregattvogel mit nicht mehr als dem Schnabel oder dem Kopf eintauchen muss, um sie zu fangen. Nur sehr selten berührt er mit dem Körper das Wasser oder taucht gar ein. Er ist auch an windstillen Tagen in der Lage, von der Wasseroberfläche abzuheben und seinen Flug fortzusetzen. Bindenfregattvögel sind außerdem Bruträuber. Eier und Jungvögel werden gleichfalls überwiegend aus der Luft erbeutet.
Vermutlich sind Bindenfregattvögel in ihrer Jagdweise auf das Folgen von Raubfischen und Delfinschulen angewiesen. Viele Fische versuchen, diesen Räubern zu entkommen, indem sie entweder an die Wasseroberfläche schwimmen oder weite Sprünge über der Wasseroberfläche vollführen. Bindenfregattvögel sind außerdem Kleptoparasiten, die vor allem Tölpeln Nahrung stehlen. Allerdings erwerben sie nur einen kleinen Teil ihrer Ernährung durch dieses Verhalten. Eine größere Rolle spielt Kleptoparasitismus nur in den Zeiten, in denen Nahrung allgemein selten ist. In der Regel suchen sie einzeln nach Nahrung, dort wo Nahrung in größerem Maße vorhanden ist, können sich jedoch mehrere Bindenfregattvögel versammeln. Dort sind häufig dann auch andere Seevögel wie beispielsweise der Maskentölpel, Keilschwanz-Sturmvogel, Rotfußtölpel und Rußseeschwalben zu beobachten.

## Fortpflanzung
Bindenfregattvögel sind monogame Brutvögel, die sich in jeder Fortpflanzungsperiode neu verpaaren. Sie brüten vermutlich das erste Mal in einem Lebensalter von vier bis fünf Jahren. Beide Elternvögel sind an der Aufzucht der Jungvögel beteiligt. Die Brutfürsorge währt sehr lang. Jungvögel werden zwischen sechs und vierzehn Monate nach ihrem Ausfliegen von den Elternvögel mit Nahrung versorgt. Ein Brutpaar, das erfolgreich einen Jungvögel großgezogen hat, brütet erst wieder im zweiten Jahr.
Bindenfregattvögel sind Koloniebrüter. Brutkolonien können zwischen zwei und 3000 Nester umfassen. In großen Brutkolonien bilden sich Subkolonien von jeweils etwa 20 Nestern heraus. Die Nester haben voneinander einen Abstand zwischen 60 Zentimeter und 1,4 Meter. Nach der Paarbindung verbleibt ein Partnervogel immer am Nest.
Die Fortpflanzungszeit variiert abhängig von der geographischen Verbreitung der Bindenfregattvögel. Auf der Weihnachtsinsel beginnen Bindenfregattvögel ab Ende Januar mit der Balz. Die Eiablage fällt in die Monate März bis Juni. Das Nest wird auf Büschen und Bäumen errichtet, häufig direkt in der flachen Krone. Sehr selten errichten Bindenfregattvögel ihre Nester direkt auf dem Boden. Das Nest wird aus ästchen, Zweigen und Blättern errichtet. Der größte Teil des Nistmaterials wird vom Männchen gesammelt und vom Weibchen verbaut. Gelegentlich stehlen die Männchen auch Nistmaterial von Tölpeln oder anderen Fregattvögeln. Der Nestbau beginnt mit der Balz und wird innerhalb von zehn Tagen errichtet, Ausbesserungsarbeiten nehmen Bindenfregattvögel vor, bis die Jungvögel ausfliegen. Das Gelege besteht nur aus einem Ei. Das frisch geschlüpfte Küken wird während der ersten zwei Wochen von beiden Elternvögeln gehudert, für weitere zwei Wochen wird es von einem der Elternvögel bewacht. Die Elternvögel lösen sich dabei in einem Intervall von einem bis zwei Tagen ab. Jungvögel werden nach dem Schlupf anfangs drei bis vier Mal pro Tag gefüttert. Wenn sie etwas herangewachsen sind, erhalten sie nur noch einmal pro Tag oder sogar nur jeden zweiten Tag Nahrung. Beide Elternvögel sind gleichermaßen an der Versorgung des Jungvogels beteiligt. Die Nestlingszeit variiert je nach Standort. Auf Aldabra beträgt die durchschnittliche Nestlingszeit 169 Tage.
Der Fortpflanzungserfolg variiert je nach Standort. Auf den Galápagosinseln wurden aus 206 Eiern nur 39 Bindenfregattvögel flügge. Auf Aldabra dagegen lag der Bruterfolg mit 51 Prozent deutlich höher. Hier wurden aus 111 Eiern 57 Jungvögel flügge. Auf den Galapagosinseln sorgt die hohe innerartliche Nistplatzkonkurrenz für zahlreiche Verluste von Gelegen. Hier jagen außerdem Eilen erfolgreich Jungvögel.

## Gefährdung
Auf der Weihnachtsinsel wurden 48 Hektar Wald gerodet, die bislang dieser Art als Brutplatz dienten. Die übrigen Brutplätze auf dieser politisch zu Australien gehörenden Insel sind jedoch geschützt. Zu den Todesursachen auf der Weihnachtsinsel zählen Todesfälle durch Stromleitungen und ein Verfangen in Schleppleinen, die in der Fischerei Verwendung finden. Brütende Vögel reagieren generell sehr empfindlich auf Störungen durch den Menschen.
Bindenfregattvögel zählten oder zählen auf einigen ihrer Brutinseln zur Nahrung der indigenen Bevölkerung. Zu den Inseln, auf denen dies der Fall war oder ist, zählen die Weihnachtsinsel, Mauritius und die Cocos-Keeling-Islands.